# تسلا سيمي
تسلا سيمي هي شاحنة كهربائية من تطوير شركة تسلا موتورز تم الكشف عن نموذجين تجريبين في نوفمبر 2017 ومن المخطط أن يبدأ الإنتاج التجاري في 2022.